# Andrés Trujillo
Andrés Trujillo fue un político peruano. 
Fue miembro del Congreso Constituyente de 1860 por la provincia de Cangallo entre julio y noviembre de 1860 durante el tercer gobierno de Ramón Castilla. Este congreso elaboró la Constitución de 1860, la séptima que rigió en el país y la que más tiempo ha estado vigente pues duró, con algunos intervalos, hasta 1920, es decir, sesenta años. Luego de expedida la constitución, el congreso se mantuvo como ordinario hasta 1863. y fue elegido nuevamente en 1864.
En 1884, como diputado por la provincia cusqueña de Canchis formó parte de la Asamblea Constituyente convocada por el presidente Miguel Iglesias luego de la firma del Tratado de Ancón que puso fin a la Guerra del Pacífico. Esta asamblea no sólo ratificó dicho tratado sino también ratificó como presidente provisional a Miguel Iglesias, lo que condujo a la Guerra civil peruana de 1884-1885.